# Андерссон, Сигурд
Сигурд Андерссон (швед. Sigurd Andersson; 18 июля 1926 года, Каликс — 5 февраля 2009 года, Каликс) — шведский лыжник, призёр Олимпийских игр 1952 года.

## Карьера
На Олимпийских играх 1952 года в Осло завоевал бронзу в эстафетной гонке, в которой бежал второй этап, уйдя на свой этап на 2-м месте с отставая от лидирующих финнов на 1 минуту и 18 секунд и опережая идущих на 3-м месте норвежцев на 33 секунды, он сохранил 2-е место, но отрыв от финнов увеличился до 2,5 минут, в то же время преимущество над норвежцами сократилось до 1 секунды. В индивидуальных гонках олимпийского турнира участия не принимал.
На чемпионатах Швеции побеждал 1 раз, в 1953 году в эстафете, так же 1 раз был 3-м, в 1950 году в гонке на 15 км.
Во время и после завершения спортивной карьеры работал лесорубом.